# Métamorphose (biologie)

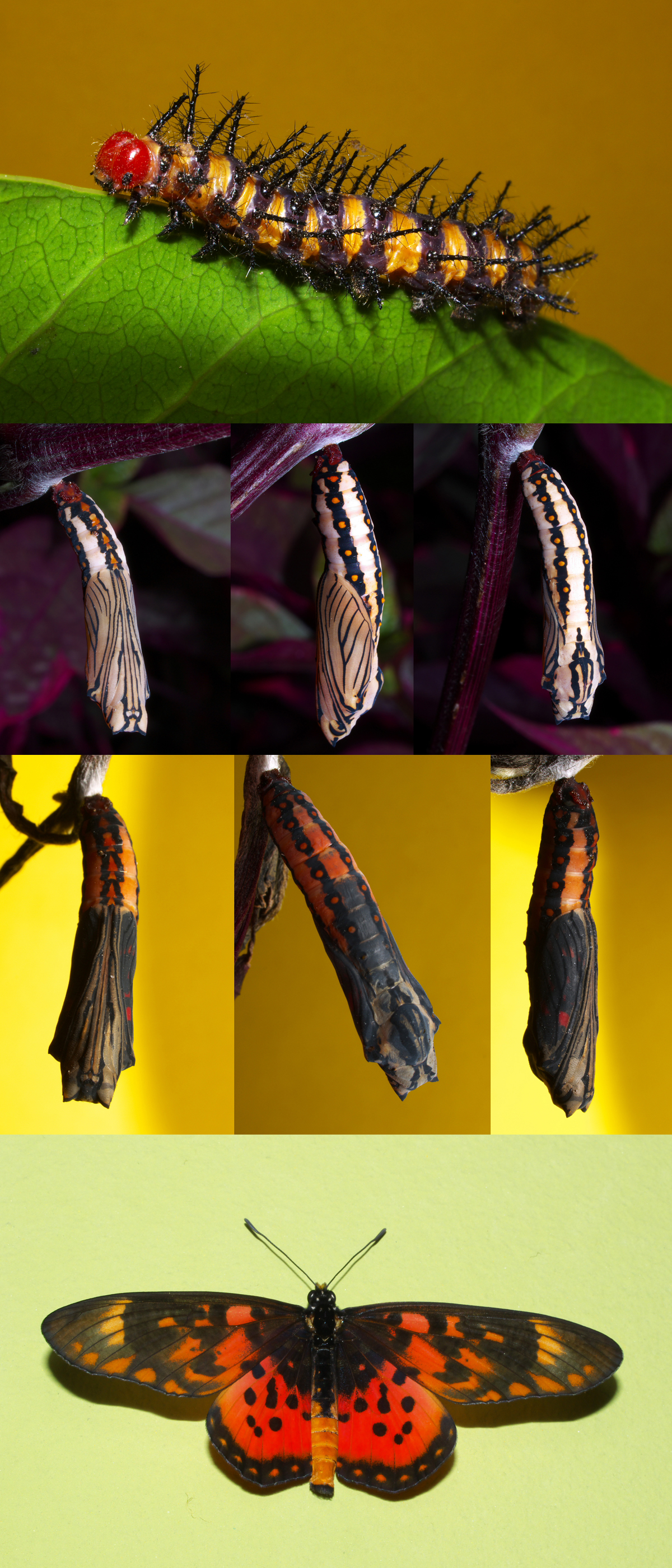
Différentes étapes de la métamorphose du papillon Acraea zetes.

La métamorphose est une période de la vie d'un animal qui correspond au passage d'une forme larvaire à une forme juvénile      ou adulte. Elle se manifeste le plus souvent par d'importants changements (histologiques, physiologiques, comportementaux, etc.), c'est un des stades critiques pour beaucoup d'espèces, qui peut être affecté par certains polluants (perturbateurs endocriniens notamment).
Il semble exister pour chaque espèce une taille optimale à atteindre au moment de la métamorphose pour que les chances de survie soient les meilleures. Quelques espèces peuvent ajourner à l'année suivante leur métamorphose (néoténie, par exemple chez certains amphibiens).

## Généralités

### Définition
La métamorphose correspond à des changements morpho-anatomiques et physiologiques brusques et irréversibles changeant le plan d'organisation de l'individu. C'est une phase de développement dite indirecte, caractérisée par la naissance d'une larve autonome, incapable de reproduction sexuée, qui aboutira à l'édification d'un adulte appelé imago (=image de l'espèce).

### Les différents types de métamorphoses chez les insectes
- Hémimétabole, ou métamorphose incomplète, caractérisée par une augmentation de la taille de la larve pour devenir de la même taille que l'adulte. L'adulte et la larve ne vivant pas dans le même milieu, on observe des adaptations pour chacune de ces formes de vie. Les orthoptères et les hétéroptères sont des exemples d'insectes hémimétaboles.

- Holométabole, ou métamorphose complète, caractérisée par plusieurs mues successives dont la dernière est la mue nymphale (pouvant durer plusieurs semaines à plusieurs années selon les espèces) conduisant à l'édification de l'imago, radicalement différent de la larve (mode et milieu de vie, morphologie...). Les diptères, les hyménoptères, les lépidoptères et les coléoptères sont des exemples d'insectes holométaboles.

- Hétérométabole: Métamorphose incomplète, le juvénile ressemble à l'adulte mais il n'a en général pas d'aile et a un mode de vie  semblable à l'adulte.

Note : l'amétabolie ne concerne que les insectes aptères ne subissant pas de métamorphose à proprement parler, puisque l'adulte reste la copie conforme de la larve. Celle-ci étant considérée comme un développement direct, elle ne sera pas catégorisée ici comme une métamorphose.

### Groupes taxonomiques concernés
Le phénomène de la métamorphose touche différents grands groupes zoologiques.

On peut citer les :
- Lissamphibiens
  - Anoures (la larve est le têtard)
  - Apodes
  - Urodèles
- Arthropodes
  - Insectes (avec un passage par le stade de nymphe)
  - Crustacés
- Échinodermes (passage d'une larve pluteus à symétrie bilatérale à un adulte à symétrie pentaradiée)
- Mollusques (à l'exception des Céphalopodes qui n'ont pas de larves)
- Agnathes
- Certains poissons Osteichthyens (Salmoniformes, Anguilliformes, Pleuronectiformes),

etc.

## Contrôle de la métamorphose
Le contrôle de la métamorphose a été particulièrement bien étudié chez les amphibiens. Ce sont les hormones thyroïdiennes qui induisent les événements cellulaires liés à la métamorphose.
Chez les insectes, la métamorphose a lieu dans le cadre de la mue contrôlée par l'ecdysone mais en absence d'hormones juvéniles qui ont pour rôle de maintenir les caractères larvaires. Un certain nombre d'insecticides sont des analogues d'hormones juvéniles (comme le méthoprène) et ainsi inhibent la métamorphose.

### Contrôle par l'environnement
L'influence de facteurs externes (la température, la photopériode, la densité de population) stimulent la sécrétion d'hormones qui vont conduire à la métamorphose. Chez la grenouille, sous l'influence de l'environnement, les têtards nés en mai se métamorphosent en été, alors que les têtards nés en juillet passent l'hiver en vie ralentie et se métamorphosent au printemps.

## Les bouleversements liés à la métamorphose

### Les bouleversements biologiques
Les bouleversements biologiques peuvent mettre en place trois processus différents régis par contrôle hormonal (Processus neuro-endocrinien et endocrinien) et génétique (reprogrammation/répression/dépression génique) :  
- Élaboration de tissus et d'organes nouveaux imaginaux (par exemple les ailes ou les pattes des Insectes holométaboles)
- Lyse de tissus et d'organes larvaires (par exemple la queue des Amphibiens Anoures)
- Transformation d'organes préexistants (par exemple remaniement de l'intestin des Insectes ou des Amphibiens)

### Les bouleversements éco-éthologiques
Le développement indirect entraîne des modifications éthologiques (régime alimentaire, comportement vis-à-vis des congénères) et écologiques (modification des niches écologiques). Ainsi, il n'y a souvent pas concurrence entre la larve et l'adulte pour les ressources alimentaires.

### Devenir du système nerveux et de la mémoire
Au moins chez certaines espèces de papillons, il est démontré que l'imago peut se souvenir de certaines expériences de sa vie en tant que chenille, ce qui montre que dans ces cas le « cerveau » n'est pas complètement reconfiguré durant la métamorphose. Une expérience a consisté à conjointement exposer des chenilles de Manduca sexta à de l'acétate d'éthyle (molécule odorante par exemple trouvée dans les vernis à ongle) et à de légers chocs électriques. Les individus ainsi exposés ont évité l'acétate d'éthyle, après leur métamorphose en papillon. Ceci pourrait éclairer la manière dont les femelles choisissent sur quelles plantes pondre leurs œufs, sachant qu'il est également probable que ce choix soit influencé par l'instinct et ce que le papillon a appris durant sa vie adulte (d'imago). Cette expérience vient confirmer des travaux antérieurs qui avaient porté sur une espèce de laboratoire : la drosophile.